# シェナニガンズ〜スーパー・ウラ・ベスト!
『シェナニガンズ〜スーパー・ウラ・ベスト!』（Shenanigans）は、アメリカのロックバンド、グリーン・デイのコンピレーション・アルバム。シングル曲のB面などを中心に選曲され、2002年7月2日に発売された。アメリカのビルボードチャートでは27位にランクした。

## 収録曲
作詞はビリー・ジョー・アームストロング。作曲はグリーン・デイ。ただし、「アウトサイダー」はディー・ディー・ラモーン、「アイ・ウォント・トゥ・ビー・オン・T.V.」はファング、「スカムバッグ」「ハ・ハ・ユーアー・デッド」はマイク・ダーント、「タイアード・オブ・ウェイティング・フォー・ユー」はレイ・デイヴィスのクレジット。
1. サフォケイト - "Suffocate" - 2:54
2. ディセンシタイズド - "Desensitized" - 2:58
3. ユー・ライド - "You Lied" - 2:26
4. アウトサイダー - "Outsider" - 2:27
5. ドント・ウォナ・フォール・イン・ラヴ - "Don't Wanna Fall In Love" - 1:39
6. エスピオナージ - "Espionage" - 3:23
7. アイ・ウォント・トゥ・ビー・オン・T.V. - "I Want to Be on T.V." - 1:17
8. スカムバッグ - "Scumbag" - 1:46
9. タイアード・オブ・ウェイティング・フォー・ユー - "Tired of Waiting for You" - 2:33
10. シック・オブ・ミー - "Sick of Me" - 2:07
11. ロッティング - "Rotting" - 2:52
12. ドゥ・ダ・ダ - "Do Da Da" - 1:30
13. オン・ザ・ワゴン - "On the Wagon" - 2:48
14. ハ・ハ・ユーアー・デッド - "Ha Ha You're Dead" - 3:07

## クレジット
- ビリー・ジョー・アームストロング - ボーカル、ギター
- マイク・ダーント - ベースギター、コーラス
- トレ・クール - ドラム